# پودگورتس
پودگورتس (به بلغاری: Podgorets) روستایی در بلغارستان است که در Ruen واقع شده‌است.